# Batrachedrodes bedelliella
Batrachedrodes bedelliella là một loài bướm đêm thuộc họ Batrachedridae. Nó là loài đặc hữu của Oahu, Molokai, Maui và Hawaii.
The larvae feed among the sporangia của Asplenium nidus và Elaphoglossum reticulatum.